# Катарзис
Катарзисът е рязък емоционален преход, представляващ завладяващо чувство на състрадание, мъка, смях или друга крайна промяна в настроението, която довежда до обновление и възстановяване на желанието за живот. Катарзисът е важен елемент в естетиката на Аристотел. Катарзисът се използва в естетиката и психологията на изкуството по отношение на реакцията на зрителя, а в психотерапията – на освобождаването на потискан афект или психична енергия. В древногръцкия katharsis най-често е означавало „очистване“, особено от вина. Най-забележителната му употреба обаче в древни времена е в определението на Аристотел на трагедията като драма, която „постига чрез съжаление и страх катарзиса на такива чувства“. Това счита Лесинг в „Хамбургска драматургия“, където прави анализ на Аристотеловата „Поетика“. По-късно Гьоте премества акцента от чувството към творчеството. И катарзисът започва да се възприема по нови начини.

## В психоанализата
В психоаналитичната литература терминът за първи път се появява в Studies on Hysteria (Изследвания върху хистерията) от Йозеф Бройер и Зигмунд Фройд. Бройер очевидно е лекувал пациенти от хистерични симптоми, като ги карал под хипноза да освобождават или да си спомнят забравени събития от детството – често, но невинаги травмиращи, и афектите свързани с тях. Фройд издига хипотезата, че умствената или нервната енергия, която би довела до първоначалния афект, е била отклонена от хистеричните симптоми и че спомените за преживяванията били потиснати в безсъзнателното. Когато са под хипноза, и споменът, и свързаният с него афект се освобождава, а симптомите – елиминират. Процесът на афективно освобождаване е бил наречен също „отреагиране“. Фройд постулира, че катарзисният метод е едновременно предшественик и последващото ядро на психоанализата.